# Питер Бек
Сэр Питер Бек — новозеландский инженер, основатель и генеральный директор/технический директор аэрокосмического производителя и поставщика услуг запуска малых спутников Rocket Lab.

## Ранняя жизнь
Бек вырос в Инверкаргилле. Его отец—бывший директор музея и художественной галереи, геммолог. Мать была учительницей.
Семья увлекалась автомобилями. Подростком он заинтересовался мощными двигателями и проводил время, работая над старым «Мини» и турбонаддувая его.
В детстве он хотел строить ракеты, когда вырастет. Его школьный консультант по карьере попросил встречи с его родителями, потому что они были обеспокоены тем, что работа его мечты не вписывалась ни в какие «заранее определённые рамки» и была «абсурдно недостижимой».

## Карьера
Он описывает ход своей карьеры как «дающий мне возможность узнать больше или предоставить ресурсы, чтобы в конечном итоге построить большие и лучшие ракеты».
Бек ушел из дома в 17 лет, чтобы стать подмастерьем по изготовлению инструментов в Fisher & Paykel. Работая там, он использовал мастерскую компании для экспериментов с ракетами. Он никогда не учился в университете.
Позже он работал в Industrial Research (ныне Callaghan Innovation). Он работал над умными материалами, композитами и сверхпроводниками. Во время работы там он познакомился со Стивеном Тиндаллом, который позже инвестировал в Rocket Lab.

### Rocket Lab
Бек основал Rocket Lab в 2006 и в ноябре 2009 года стал первой частной компанией в Южном полушарии, достигшей космоса с помощью своей зондирующей ракеты Atea-1. Компания не стала продолжать запуски зондирующих ракет, вместо этого перейдя к бизнесу орбитального запуска. Компания разработала двухступенчатую жидкостную ракету «Электрон», первый полет которой состоялся в мае 2017 года. Первый полет оказался неудачным. В январе 2018 года они впервые вышли на орбиту, развернув три кубсата для клиентов (и один собственный спутник, Humanity Star). К середине 2019 года они успешно запустили в общей сложности семь подобных миссий.